# Factor de creixement neuronal
El factor de creixement neuronal o NGF (per l'abreviatura de l'anglès nerve growth factor) és un factor de creixement neurotròfic que regula el creixement, el manteniment i la supervivència de les neurones del sistema nerviós central i perifèric.

## Funcions
Pertany a la família dels factors neurotròfics o neurotrofines, i és el primer factor del creixement descobert. S'ha anat trobant una gran varietat de teixits no neuronals sensibles a les respostes, especialment immunitàries, induïdes per l'NGF, relacionats amb les cèl·lules hematopoètiques. També funciona com una molècula de senyalització cel·lular. Potser és el factor de creixement arquetípic, ja que és un dels primers a ser descrit l'any 1960. El treball realitzat sobre el NGF per Rita Levi-Montalcini i Stanley Cohen va ser recompensat amb el Premi Nobel de Medicina o Fisiologia l'any 1986 conjuntament pel descobriment del (factor de creixement epidèrmic (EGF). Altres membres de la família de les neurotrofines són el factor neurotròfic derivat del cervell (BDNF), la neurotrofina-3 (NT-3) i la neurotrofina 4/5 (NT-4/5).
Com a factor de creixement, les funcions del NGF influeixen sobre l'equilibri entre la supervivència i la mort cel·lulars, un equilibri fonamental pels organismes pluricel·lulars durant el desenvolupament i l'edat adulta. La divisió i la supervivència sense control porten a les diverses formes de tumor, mentre que la mort cel·lular excessiva o prematura pot causar afectacions com l'Alzheimer, el Parkinson i l'esclerosi múltiple.
El NGF és el factor de creixement més potent per a les neurones colinèrgiques i té influència en la proliferació, la diferenciació, la supervivència i la mort de cèl·lules neuronals. És essencial per a la salut i el benestar del sistema nerviós i és un candidat prometedor per al tractament de la malaltia d'Alzheimer. Les alteracions en nivells de NGF s'han implicat en trastorns neurodegeneratius, com la malaltia d'Alzheimer i de Huntington, com així trastorns psiquiàtrics, incloent-hi la depressió i l'abús de substàncies. Els senyals que emanen dels receptors per al control de NGF pràcticament tots els aspectes de la defensa immune i, com a tal, constitueixen els objectius potencials per a la intervenció terapèutica amb disseny racional de la droga en condicions neurodegeneratives. En l'actualitat, la seva funció i l'abast del NGF es considera molt més ampli i és considerat com un nou mediador de la inflamació, particularment en el procés al·lèrgic.

## Estructura
El NGF és produït com precursor pro-NGF amb 305 residus d'aminoàcids. La forma activa està constituïda per un dímer de 13,250 Da. Cada monòmer té una cadena de 118 residus d'aminoàcids, amb una alta proporció d'aminoàcids bàsics i tres ponts disulfur molt conservats. Està ubicat en el cromosoma 1 al punt 13.2. Per l'homologia que conserva amb la insulina es pensa que ambdues molècules provenen de la mateixa hormona ancestral.
Fins al moment s'han caracteritzat i seqüenciat cinc neurotrofines entre elles el factor de creixement nerviós (NGF) també anomenat neurotrofina 1 (NT-1). Les neurotrofines comprenen un grup de factors de creixement específics del sistema nerviós perifèric i central, són necessàries per al seu funcionament i són produïdes pels astròcits i per la majoria de les cèl·lules simpàtiques i sensitives.
Excepte el factor de creixement nerviós (NGF), les neurotrofines no causen efectes en la proliferació cel·lular, sinó que actuen com a factors de supervivència de les cèl·lules diferencials.
Les neurotrofines activen diversos patrons específics complexos de l'expressió genètica necessaris per induir l'especialització neuronal i mantenir la diferenciació del fenotip. Durant la vida embrionària els teixits perifèrics, blanc de la innervació, produeixen una neurotrofina específica que també és responsable de regular el creixement de la població neuronal que innerva, aquesta neurotrofina, transportada retrògradament per l'axó cap al cos neuronal, retroalimenta la neurona, la qual cosa facilita la seva diferenciació.
Hi ha receptors específics d'alta afinitat per cada neurotrofina (Kd = 10-11 M) i altres de baixa afinitat (Kd = 10-9 M). Aquests darrers reaccionen en forma creuada amb els diferents lligams segons la concentració d'aquests. És possible que l'existència dels dos tipus de receptors tinguin avantatges evolutius, ja que els receptors de baixa afinitat mantindrien les funcions comunes a les diferents neurotrofines, mentre que els d'alta afinitat actuen en les específiques, però no absolutes, de cadascuna d'elles.Els receptors de baixa afinitat són glucoproteïnes de 75 KDa, anomenades p75; els d'alta afinitat tenen activitat de tirosina-cinasa (TrKA). El receptor del NGF és una proteïna de 140 KDa, caracteritzada el 1969 i que es produeix en molts teixits.
La neurotrofina activa, beta-NGF és biològicament activa com un dímer. L'estructura cristal·litzada 2,3 Å, d'aquest dímer [McDonald et al. 1991] van demostrar que el beta-NGF adopta una estructura doblegada de cisteïnes entrellaçades amb ponts disulfur i més tard es va demostrar que era comú en altres factors de creixementt (per exemple, factor de creixement transformat-beta i els factors de creixement derivat de plaquetes). La cara interna del dímer és principalment hidròfoba, situada a 3.032 Å 2de la cara superficial. Aquesta gran superfície condueix a la formació d'un dímer extremadament estable (Kd = 10-13 M).
El complex 7S NGF és un alpha2beta2gamma2 en el qual el dímer beta- NGF s'associa amb quatre serines proteases de la família de la cal·licreïna glandular (NGF dos alfa-gamma i dues subunitats NGF). gamma-NGF és una proteasa de serina activa, capaç de processar la forma precursora de beta-NGF, mentre que l'alfa-NGF és una proteasa de serina inactiu. L'estructura cristal·litzada 3,1 Å NGF 7S (Bax et al., 1998) mostra que les dues subunitats gamma-NGF s'uneixen a prop de les terminals del dimer beta_NGF (3033 Å 2 situats a la superfície) i dur a terme les interaccions extensives (2.440 Å 2) amb les subunitats beta-NGF. Les dues subunitats alfa-NGF estan dins la conformació zimogen, ubicats als extrems del dimer beta-NGF, i interaccionen amb el dímer a través d'una petita regió de les làmines-beta antiparal·leles (2130 Å 2 ubicats en la totalitat de la superfície). Dos ions de zinc, que estabilitzen el complex, estan consolidats en zones internes que són relativament petites, entre les subunitats alfa-NGF i gamma-NGF. Les regions del dimer beta- NGF que està en contacte amb les subunitats alfa-NGF s'uneixen al receptor de la neurotrofina p75. L'estructura del 7SNGF mostra com el doble eix central del dimer beta-NGF organitza la simetria d'aquest complex multiproteic del factor de creixement.
Les estructures també ens proporcionen una visió de com pot sorgir una senyalització específica en els complexos multi proteics, permetent la interacció fiable, crucial en vies de desenvolupament i el desenvolupament de les cèl·lules immunitàries.

## Seqüència de la cadena d'aminoàcids del NGF
Longitud de la seqüència 241 AA.Seqüència d'estat està completa.
La seqüència de processament de la seqüència que es mostra és que es transforma en una forma madura.
Evidència l'existència de proteïnes en el nivell de proteïna.
```
10 20 30 40 50 60 
```

MSMLFYTLIT AFLIGIQAEP HSESNVPAGH TIPQAHWTKL QHSLDTALRR ARSAPAAAIA
```
70 80 90 100 110 120 
```

ARVAGQTRNI TVDPRLFKKR RLRSPRVLFS TQPPREAADT QDLDFEVGGA APFNRTHRSK
```
130 140 150 160 170 180 
```

RSSSHPIFHR GEFSVCDSVS VWVGDKTTAT DIKGKEVMVL GEVNINNSVF KQYFFETKCR
```
190 200 210 220 230 240 
```

DPNPVDSGCR GIDSKHWNSY CTTTHTFVKA LTMDGKQAAW RFIRIDTACV CVLSRKAVRR 

## Funció i mecanisme d'acció
El NGF indueix a la supervivència i a la proliferació de les neurones, la projecció de les neurites i la innervació de teixits, jugant a més un paper en la reparació i protecció de les neurones.
Els factors de creixement actuen a través de la via de transducció de senyals, en aquest procés el lligam s'uneix al receptor de la superfície que s'encarrega de transmetre el senyal a l'interior cel·lular provocant tot un seguit de reaccions en cadena.
EL TrkA, receptor de l'activitat tirosina cinasa, és el receptor específic de la neurotrofina NGF; aquest respon a l'acció dels seus lligams seguint un procés seqüencial que implica la unió al lligam, la dimerització del receptor i una ràpida autofosforilació en el que es passa d'un a 3 residus de tirosina, localitzats dins del domini, la tirosina cinasa que conforma l'anomena't "loop" d'activació. La fosforilació de les tirosines es tradueix en una màxima activitat de la tirosina cinasa i un augment de la capacitat del receptor per fosforilar residus localitzats fora del domini. Així com un augment en la capacitat d'associació i fosforilació d'altres molècules que seran encarregades de traduir el senyal.

## Via d'entrada
La ruta metabòlica comença quan el receptor TrkA de la membrana plasmàtica, indueix la fosforilació d'aquest, a dos residus de tirosina diferents. Aquestes dues tirosines fosforilades serveixen per lligar lesproteïnes o adaptar diverses fosforilases C (PLC), que poden activar tres vies principals de senyalització:
- La via de senyalització fosfotidilinositol 3-cinasa, la qual és de rellevant importància per al creixement i supervivència cel·lular. Alteracions genètiques i mutacions generen una activació permanent d'aquesta via afavorint el creixement competitiu i la capacitat metastàcica.

La via GEF (factor intercanviador dels nucleòtids de guanina), catalitza el GDP i el substitueix per GTp activant el Ras. Això permet la interacció de Ras amb les vesícules transportadores. La MapKinasa (cinasa activada per mitogen) permet a la cèl·lula integrar diferents estímuls per a processos de mitosis, expressió gènica, moviment o apoptosis.
- L'enzim fosforilasa C (PLC) a través de la mateixa reacció produeix inositol 3-fosfat (IP3), que estimularà l'alliberació d'ions de calci provinents del reticle endoplasmàtic llis; i diacilglicerol (DAG) que activarà la proteïna cinasa (PKC). La producció de DAG facilita la translocació de la PKC del citosol a la membrana plasmàtica.

El Ras i el PLC són vies principalment estimulades per processos responsables de la diferenciació neuronal, mentre que la via PI3-cinasa participa principalment en la supervivència cel·lular.

## Història
El NGF, va ser el primer factor de creixement descobert. Els treballs de la investigadora Rita Levi-Montalcini van servir per clarificar que les cèl·lules comencen a reproduir-se quan reben l'ordre de fer-ho, ordre que transmeten els factors de creixement. Aquests factors actuen gràcies a uns receptors de la membrana cel·lular que catalitzen la fosforilació de les proteïnes, les quals provoquen la producció d'ADN, donant lloc al procés de divisió nuclear. Levi-Montalcini va demostrar que els tumors extrets de ratolins desencadenaven una forta reacció en algunes parts del sistema nerviós dels embrions de pollastre en ser trasplantats a ous fecundats de gallina. El creixement es produïa sense que el tumor i l'embrió estiguessin en contacte, això obligava a pensar que hi havia algun factor que actuava sobre les zones nervioses.
En modificar els ous mitjançant cultiu va poder quantificar el NGF de diferents extractes, comprovant que era un agent amb una gran potència capaç de provocar en pocs segons el creixement cel·lular dels nervis sensorials o simpàtics; del gangli creixien uns filaments radials a partir dels quals es va poder quantificar la seva potència.
Stanley Cohen, que va unir-se a la investigació al cap de tres anys després; va descobrir que l'extracte de tumor que estimulava el creixement dels nervis dels embrions de pollastre, contenia a la vegada pròtids i àcids nucleics. Per determinar quina d'aquestes substàncies era la responsable de l'activitat, va agregar verí de serp observant que aquest a la vegada era un factor de creixement de gran potència. Aquest descobriment fortuït va conduir a ambdós investigadors a provar el que passava en diferents teixits, descobrint el 1958 que la glàndula dels ratolins mascles era una nova font d'enriquiment del NGF, els dos descobriments els fa demostrar que el factor de creixement és una cadena proteica.
Posteriorment altres estudis van evidenciar que l'efecte biològic de la substància es besava en la seva capacitat per estimular els processos de la divisió, migració i diferenciació de les cèl·lules, igual que succeïa amb el EGF (Factor del creixement epidèrmic. Les propietats del factor de creixement nerviós no acaben en les neurones, s'ha comprovat que interacciona amb altres cèl·lules de l'organisme:
Com que cèl·lules epitrelials augmenten la proliferació dels queratinocits; els mastòcits estimulen l'augment de la supervivència, la diferènciació i maduració i els basofils estimulen la secreció de la histamina.

## Importància mèdica
Tot i no haver-hi cap tractament mèdic encara en curs, s'han posat en evidència certs beneficis de la substància en algunes patologies com ara durant un atac d'asma al·lèrgic. Durant aquests processos la quantitat de Ngf augmenta en els bronquiols les cèl·lules musculars llises, cèl·lules endotelials i immunitàries. La interacció amb els receptors del factor de creixement nerviós (p 75 NTR, TrkA) amplifiquen la sensibilitat a nivell neuronal promovent la proliferació de mastòcits. Condueix a la resposta del Th2 augmentant la producció d'immunoglobulines en les síndromes d'asma, actuant també en la remodelació de les vies respiratòries per estimulació de factors profibròtics i el creixement de fibroblasts.

## Encara en vies d'investigació
Un recent estudi d'un grup d'investigadors de Neuropatologia Molecular de la universitat de Lleida revela que el proNGF apareix modificat en els cervells de pacients diagnosticats amb la malaltia d'Alzheimer. El 2001 al precursor del proNGF se li va atribuir la capacitat apoptòdica a partir de la interacció amb el receptor p75, es va comprovar que en els pacients que patien d'alzheimer els nivells de proNGF era significativament més elevat, i aquest anava augmentant a mesura que la malaltia; es consolidava. Amb la purificació del proNGF van constatar que els productes de glicació avançada (AGE) eren modificacions bastant comunes en diverses malalties neurodegeneratives; aquests productes procedien de l'increment d'estrès oxidatiu, el qual modificava el proNGF, per aquesta via el proNGF era menys propens a convertir-se en madur i conduïa a la mort neuronal.
Les conclusions obtingudes van ser que les modificacions induïdes per l'estrès oxidatiu acceleraven o desencadenaven la malaltia. Una altra constatació va ser que el proNGF podia utilitzar-se com a marcador de la malaltia, projecte el qual està encara en vies d'investigació. L'Institut d'Investigacions Biomèdiques August Pi i Sunyer està estudiant un futur estudi per a desenvolupar teràpies neuroprotectores i regeneratives per a tractar la malaltia de l'esclerosi múltiple mitjançant l'agonista del factor de creixement nerviós. L'objectiu de les teràpies neuroprotectores implica l'activació de sistemes de reparació neuronals endògens. Els factors tròfics, com el NGF, proporcionen senyals pro-supervivència per a les neurones i els oligodendròcits, reparant i protegint el SNC.
La investigació se centra en el desenvolupament de petites molècules capaces de travessar la barrera del cervell i replicar els efectes d'aquests factors tròfics (NGF), sent útils com a teràpia per tractar l'EM (Esclerosi múltiple).
Constats els fets queda demostrar l'eficàcia in vitro, completar la fase preclínica i la fase I en humans, tasca que dura a terme el complex d'entitats biomèdiques (Spin-Off de l'hospital Clínic de Barcelona/ IDIBAPS i el CSIC- institut de química combinatòria) delegant l'última tasca de desenvolupament a les indústries farmacèutiques. L'estudi es preveu que durarà quatre anys (2010-2014).